# Ngô Thanh Hải (thượng nghị sĩ)
Ngô Thanh Hải là một Thượng nghị sĩ thuộc Đảng Bảo thủ Canada đại diện cho tỉnh bang Ontario. Trước khi ông được bổ nhiệm vào Thượng viện trong Quốc hội Canada, ông là chánh án chuyên về Di trú & Quốc tịch tại thành phố Ottawa, Ontario.

## Tiểu sử
Ông sinh ra tại Việt Nam từng là sĩ quan Quân lực Việt Nam Cộng hòa, tốt nghiệp Thủ Đức, khóa 4/71 An Lộc. Sau đó ông về làm việc cho Bộ Ngoại Giao Việt Nam Cộng Hòa. Năm 1973 ông được bổ nhiệm vào chức vụ Tùy viên báo chí tại Tòa Đại Sứ VNCH tại Bangkok, Thái Lan. Ông đến định cư tại Canada vào năm 1975 sau khi trốn thoát khỏi Việt Nam qua ngả Malaysia. Ông là người Canada gốc Việt đầu tiên và người Canada gốc châu Á thứ hai phục vụ tại Thượng viện Canada.
Ông có bằng cử nhân của Đại học Sorbonne, ở Paris trong thập niên 1960 và bằng thạc sĩ giáo dục của Đại học Ottawa. Ông là người tích cực hoạt động trong cộng đồng Việt Nam tại thành phố Ottawa. Ông làm thẩm phán di trú từ năm 2007 ở Ottawa đến khi được bổ nhiệm vào thượng viện vào tháng 9 năm 2012.
Trong nhiệm kỳ 2017-2021, ông Hải là Chủ Tịch Ủy Ban Chấp Hành Trung Ương Liên Minh Dân Chủ Việt Nam .